# 통합체육
통합체육(統合體育)은 체육교과에서 이루어지는 통합교육을 의미하며 장애학생이 비장애학생과 함께 일반학교 정규 수업에 참가하여 같은 환경 내에서 교육받는 것을 의미한다(Block & Vogler, 1994).